# افتخار پروس
افتخار پروس (انگلیسی: Prussia's Glory) یک مارش نظامی شناخته‌شده پروسی از سده نوزدهم میلادی است که توسط یوهان گوتفرید پیفکه سروده شده‌است.
«افتخار پروس» به علت پیروزی پادشاهی پروس در جنگ فرانسه و پروس در سال ۱۸۷۱ که منجر به وحدت آلمان و شکل‌گیری امپراتوری آلمان بود، سروده شده‌است. به عنوان بخشی از رژه پیروزی نیروهای بازگشتی از جنگ با فرانسه، این مارش نخستین بار جایی در ملاء عام در فرانکفورت دن اودر ُ جایی که پادگان پیفکه مستقر بود، اجرا شد.
از آنجا که پیفکه این مارش را در رخدادهای مهم اجرا می‌کرد، برای مدت طولانی این مارش برای عموم مردم ناشناخته بود. در سال ۱۹۰۹ نسخه دست‌نوشته این مارش تقریباً فراموش شده پیدا شد و توسط پروفسور گراورت، متخصص موسیقی ارتشی، دوباره تنظیم شد. اندکی پس از آن در مجموعه راهپیمایی‌های ارتش پروس گنجانده شد.
پس از آنکه در سال ۱۹۳۳ حزب نازی به قدرت رسید، از این مارش به عنوان پروپاگاندا برای باز پس‌گیری افتخار ملت آلمان استفاده می‌شد.
امروزه این مارش یکی از شناخته‌شده‌ترین مارش‌های نظامی آلمانی است. معمولاً این مارش توسط بوندس‌وهر نیز اجرا می‌شود. ملودی و لحن این ترانه در بسیاری از گروه‌های موسیقی نظامی در سراسر جهان استفاده می‌شود. به‌طور مثال، در ایرلند شمالی و توسط ٓارتش شیلی در شیلی این ترانه اجرا شده‌است.